# Хелаберт, Себастьян
Себастьян Хелаберт-и-Феррер (исп. Sebastián Gelabert y Ferrer; 27 июня 1863, Гавана — 24 мая 1938) — кубинский художник и финансист каталонского происхождения.
Окончил Национальную академию художеств Сан-Алехандро в Гаване, ученик Мигеля Мелеро. Студентом замещал на уроках престарелого профессора Антонио Эрреру, в течение пяти лет фактически преподавал в школе, однако после смерти Эрреры в 1891 году не получил его место, поскольку правивший Кубой генерал Камило де Полавьеха назначил на него своего протеже. Разочарованный, некоторое время был вынужден заниматься фотографией, а затем посвятил себя банковскому делу. В ходе успешной банковской карьеры некоторое время был исполнительным директором основанного в 1906 году Banco de La Habana, в 1913 году инициировал строительство нового здания банка. В 1921—1922 гг. занимал должность министра финансов Кубы, в 1921 г. возглавлял кубинскую торговую делегацию, посетившую США. Несмотря на занятость, продолжал уделять время живописи: в 1919 году был избран действительным членом Национальной академии искусств и литературы, с 1936 г. возглавлял отделение живописи.
Среди произведений Хелаберта — жанровые и исторические полотна, в том числе «Поступок отца Бартоломе де лас Касаса» (исп. Un rasgo del padre Bartolomé de las Casas; 1889), «Давид, побеждающий Голиафа», «Тореадор на арене» и др. Наибольшего признания, однако, Хелаберт достиг как портретист; его автопортрет был приобретён в собрание Испанского общества Америки. Опубликована речь Хелаберта «Семья художников: Мелеро» (исп. Una familia de artistas: los Melero; 1932), посвящённая его учителю Мелеро и сыновьям последнего Аурелио и Мигелю Анхелю.